# Love ~이츠마데모언제까지나~
〈Love ~이츠마데모언제까지나~〉(일본어: Love ~いつまでもオンジェ·カジナ~)는 대한민국의 3인조 걸 그룹 가수 《S.E.S.》가 일본에서 발매한 6번째 싱글 음반이다. 대한민국 3집 타이틀 곡을 일본어로 번안하여 발표했다.

## 설명
- 오리콘 주간차트에서 최고순위 100위, 판매량은 2,030장을 기록했다.
- 노래 제목에 '언제까지나'라는 한국말이 들어가 있는 것이 특징이다. 가사는 일본어로 되어있다.
- 뮤직 비디오는 한국 버전에 약간의 클립이 삽입되는 형식으로 제작되었다.
- 본인들의 한국음반 3집 《Love》 (S.E.S의 음반)에 타이틀곡 LOVE에 일본어를 추가하여 발매가 되었다.

## 트랙 리스트
1. Love ~いつまでもオンジェ·カジナ~
  - 작사: 후지이 후미야 / 작곡: 유영진 / 편곡: 유영진
  - NTV 계열의 프로그램《주간 스토리랜드》엔딩 테마로 약 2달간 사용되었다.
  - 본인들의 한국음반 3집 《Love》 (S.E.S의 음반)에 있는 노래제목에 일본어를 추가하여 발매되었다. 가사는 일본어로 되어있다.
2. Round and Round
  - 작사: CMJK / 작곡: CMJK / 편곡: CMJK
3. Round and Round (Again and Again Mix)
  - 작사: CMJK / 작곡: CMJK / 편곡: CMJK
4. Love ~いつまでもオンジェ·カジナ~ (Instrumental)
  - 작사: 후지이 후미야 / 작곡: 유영진 / 편곡: 유영진